# Adelaides zanger
De Adelaides zanger (Setophaga adelaidae, synoniem: Dendroica adelaidae) is een zangvogel uit de familie der Parulidae (Amerikaanse zangers).

## Verspreiding en leefgebied
Deze soort is endemisch in Puerto Rico, gelegen in het oostelijk deel van de Caribische Zee.